# Sarcophaga okazakii
Sarcophaga okazakii är en tvåvingeart som beskrevs av Tadao Kano 1953. Sarcophaga okazakii ingår i släktet Sarcophaga och familjen köttflugor. Inga underarter finns listade i Catalogue of Life.